# 1993 HO1
1993 HO1 är en asteroid i huvudbältet som upptäcktes den 20 april 1993 av den australiensiske astronomen Robert H. McNaught vid Siding Spring-observatoriet.
Den tillhör asteroidgruppen Amor.